# Чавес Ортис, Адриан
Адриан Чавес Ортис исп. Adrián Chávez Ortiz; родился 27 июня 1962 года в Мехико, Мексика) — мексиканский футболист, вратарь. Известен по выступлениям за «Некаксу», «Америку» и сборную Мексики. Участник чемпионата мира 1994 года.

## Клубная карьера
Ортис начал карьеру в клубе «Атлетико Эспаньол». По окончании сезона он перешёл в «Некаксу», где и раскрылся, как футболист. После трёх сезонов, Адриан год отыграл за «Леон», а затем вернулся в родной Мехико заключив контракт с «Америкой». За новый клуб Ортис провёл более 300 матчей и помог ему дважды выиграть мексиканскую Примеру, трижды завоевать Кубок чемпионов КОНКАКАФ, дважды стать обладателем трофея Чемпион чемпионов Мексики и победить в Межамериканском кубке. Адриан покинул «Америку» после 10 сезонов в возрасте 34 лет. Его новым клубом стал «Селая». После этого Ортис выступал за «Крус Асуль Идальго», а также дважды возвращался в «Леон». В 1999 году он завершил карьеру.

## Международная карьера
29 марта 1988 года в матче против сборной Сальвадора Ортис дебютировал за сборную Мексики. В 1991 году он в составе национальной команды принял участие в Золотом кубке КОНКАКАФ. На турнире Адриан сыграл в матчах против сборных Канады, сборных Гондураса и Коста-Рики. По итогам турнира Ортис стал бронзовым призёром. В 1994 году он попал в заявку национальной команды на участие в Чемпионате мира в США. На турнире он был третьим вратарём и не сыграл ни минуты.
В 1995 году Адриан помог сборной завоевать бронзовые медали на Кубке Короля Фахда.

## Достижения
- Чемпион Мексики (2): 1987/88, 1988/89
- Обладатель трофея Чемпион чемпионов Мексики (2): 1988, 1989
- Обладатель Межамериканского кубка (1): 1991
- Обладатель Кубка чемпионов КОНКАКАФ (3): 1987, 1990, 1992
- Бронзовый призёр Золотого кубка КОНКАКАФ (1): 1991
- Бронзовый призёр Кубка короля Фахда (1): 1995